# 板橋亮平
板橋 亮平（いたばし りょうへい、1970年 - ）は、日本の政治学者、日本臨床政治研究所主席研究員、法政大学研究員。専門は正義論と英語学。ジョン・ロールズの研究者。

## 来歴
1995年3月に明治大学政治経済学部政治学科を卒業後、中央大学大学院に進み。1997年3月に大学院経済学研究科理論経済学専攻修士課程を修了した。2000年3月に大学院経済学研究科社会思想史専攻博士課程を満期退学する。2001年4月より中央大学経済研究所準研究員となる。
2007年4月、法政大学大原社会問題研究所研究員に就任。2013年4月には日本臨床政治研究所主席研究員ともなる。

## 著書
- 『ジョン・ロールズと現代社会』志學社、2013年11月
- 『ジョン・ロールズとPolitical Liberalism』パレード、2015年7月
- 『ジョン・ロールズと万民の法』パレード、2016年9月

## 論文
学会査読誌
- 「ロールズ－ハーバーマス初期論争の分析と意義―公共哲学の発展へ向けて」（『現代社会理論研究』第12号所収（現代社会理論研究会）人間の科学社、2002年11月 79-88頁
- 「ハーバーマスによるロールズ再批判の考察―政治的なるものと哲学的なるもの―」（『年報社会学論集』第16号所収、関東社会学会、2003年6月）237-249頁
- 「公共哲学としてのロールズ『正義論』―サンデルによる批判の再検討―」（『現代社会理論研究』第14号所収（現代社会理論研究会）人間の科学社、2004年11月）47-58頁
- 「ジョン・ロールズにおける「重合的合意」概念の検討―政治におけるカント的道徳の存在―」（『年報社会学論集』第16号所収筑波社会学会（筑波大学）、2004年12月）89-104頁
- 「カント的構成主義から政治的構成主義へ―ジョン・ロールズにおける道徳的本質の存在―」（『社会学研究』第77号所収　東北社会学研究会（東北大学）、2005年8月）101-124頁
- 「ノージックによるロールズ批判の再検討―社会的協同の存在理由―」（『年報社会学論集』第17号所収　筑波社会学会（筑波大学）、2005年12月）51-66頁
- 「政治的共生はいかにして可能か―ロールズの政治的正義論―」（第42巻2号『法政論叢』所収　日本法政学会、吉本宝文堂、2006年6月）164-177頁
- 「後期ロールズの公共哲学における社会秩序論」（『法社会学』第65号所収、日本法社会学会、有斐閣、2006年9月）192-216頁
- 「「ハートのロールズ批判」に対する批判的検討」（『年報社会学論集』第Ⅱ期創刊号所収、筑波社会学会（筑波大学）、2006年10月）43-58頁
- 「後期ロールズにおけるthe fact of reasonable pluralismについて―規範的構想としての多元主義―」（『法社会学』第66号所収　日本法社会学会、有斐閣、2007年3月）187-208頁
- 「後期ロールズにおけるふたつのリベラリズムについて　（第44巻1号『法政論叢』所収　日本法政学会、吉本宝文堂、2007年11月）154-183頁
- 「ロールズの『万民の法』における「人権」概念の特異性」（『法社会学』第68号所収　日本法社会学会、有斐閣、2008年3月）212-230頁
- 「ロールズの『万民の法』におけるカントの位置付け」（第45巻1号『法政論叢』所収　日本法政学会、吉本宝文堂、2008年11月）103-124頁
- 「反照的均衡にかんする一試論―日本におけるジョン・ロールズ研究の分析と限界」(第47巻1号『法政論叢』所収　日本法政学会、吉本宝文堂、2010年11月)73-87頁
- 「後期ロールズに対するサンデルの評価」(第6号『臨床政治研究』所収　日本臨床政治学会、2015年4月)64-78頁
- 「ジョン・ロールズ『正義論』における正義と善の関係」(第7号『臨床政治研究』所収　日本臨床政治学会、2016年4月)19-30頁
- ジョン・ロールズ『正義論』第一部「理論」への批判的序説(第8号『臨床政治研究』所収　日本臨床政治学会　2017年11月 46-60頁
- ジョン・ロールズ『正義論』第三部「諸目的」への批判的序説---後期ロールズも視野に入れて---(第9号『臨床政治研究』所収　日本臨床政治学会　2018年12月　39-52頁
- 「前期ロールズと後期ロールズとの断絶-----原初状態論と重合的合意論-----」---(第11号『臨床政治研究』所収　日本臨床政治学会　2020年12月　29-45頁

大学内紀要
- 「経営者論のソシオ・エコノミックス的再検討－共同利益最大化論をめぐって」（中央大学大学院経済学研究科年報第29号、2000年2月）
- 「フリードリッヒ・アオグスト・ハイエクの方法論的個人主義について－社会科学における客観主義への挑戦」（中央大学大学院経済学研究科年報第30号、2001年2月）